# Municipio de Deep Creek (Carolina del Norte)
El municipio de Deep Creek (en inglés: Deep Creek Township) es un municipio ubicado en el  condado de Yadkin en el estado estadounidense de Carolina del Norte. En el año 2010 tenía una población de 3.326 habitantes.

## Geografía
El municipio de Deep Creek se encuentra ubicado en las coordenadas 36°7′13.49″N 80°41′37.23″O / 36.1204139, -80.6936750.